# Josh Sawyer
Josh Sawyer, född 18 oktober 1975, är en amerikansk datorspelsdesigner främst känd för sitt arbete med datorrollspel hos Black Isle Studios och Obsidian Entertainment.

## Biografi
Sawyer växte upp i Fort Atkinson i Wisconsin. Han studerade vid Lawrence University i Appleton, Wisconsin och tog examen 1998. Efter college blev han anställd som webdesigner hos Black Isle Studios år 1999. Därefter arbetade han som designer på Icewind Dale (2000) och senare som lead designer för Icewind Dale II (2001). Sawyers sista roll hos Black Isle var som lead designer för vad som skulle bli Fallout 3 med projektnamnet Van Buren, som han arbetade med fram till november 2003 då han lämnade företaget. Black Isle lades ner en kort tid senare efter att moderbolaget Interplay haft ekonomiska problem under en längre tid. Sawyer arbetade sedan på Midway Games tillsammans med John Romero med bland annat Gauntlet: Seven Sorrows.
Den 19 juli 2005 rapporterade Gamespot att Sawyer lämnat sin dåvarande arbetsgivare Midway Games för att börja på Obsidian Entertainment som lead designer för Neverwinter Nights 2. Obsidian hade grundats av flera tidigare Black Isleanställda. Han arbetade senare med Alpha Protocol (2010) och Fallout: New Vegas (2010).
Sega hade i december 2006 gett Obsidian uppdraget att utveckla ett datorrollspel som utspelade sig i Alienuniversumet. Sawyer arbetade som lead designer för spelet innan Sega lade ner utvecklingen i februari 2009.. Enligt Obsidians VD Feargus Urquhart var spelet med namnet Aliens: Crucible i princip redo för release.
År 2012 hade Obsidian ekonomiska problem efter att ännu ett förlag hade avbrutit ett projekt. Sawyer föreslog då att företaget skulle återgå till sina rötter och utveckla ett isometriskt datorrollspel likt de spel som de utvecklat på Black Isle. Han föreslog att man skulle använda sig av crowdfundingplattformen Kickstarter för att finansiera spelet utan ett förlag. Spelet som fick namnet Pillars of Eternity nådde sitt mål på 1,1 miljoner dollar på 27 timmar. När kampanjen var över hade den nått nästan fyra miljoner dollar vilket var det dåvarande rekordet för plattformen. Sawyer deltog i utvecklingen av spelets uppföljare, Pillars of Eternity II: Deadfire som släpptes 2018 och finansierades liksom föregångaren genom crowdfunding.

## Ludografi
- Icewind Dale (2000), level designer
- Icewind Dale: Heart of Winter (2001), level designer
- Icewind Dale II (2002), lead designer
- Neverwinter Nights 2 (2006), lead designer
- Alpha Protocol (2010), designer
- Fallout: New Vegas (2010), director, lead designer
- Pillars of Eternity (2015), director, lead designer, writer
- Pillars of Eternity II: Deadfire (2018), director, narrative designer
- Pentiment (2022), game director, narrative director